# سیارک ۱۰۰۸۸
سیارک ۱۰۰۸۸ (به انگلیسی: 10088 Digne، نامگذاری:1990SG8) ده هزار و هشتاد و هشتمین سیارک کشف شده‌است که در ۲۲ سپتامبر ۱۹۹۰ کشف شد.
قدر مطلق سیارک برابر ۱۳٫۹۰ است.